# Annamaria Quaranta
Annamaria Quaranta (ur. 19 października 1981 w Pizie) – włoska siatkarka grająca na pozycji atakującej.
Siatkarka mówi dwoma językami: włoskim i angielskim.
W 2012 zdecydowała się na zakończenie kariery. Zawodniczka chciała poświęcić się studiom.

## Kluby
- 1994–1996  Volley Bari
- 1996–2000  Tempesta Taranto
- 2000–2001  Promo Firenze
- 2001–2002  Volley 2002 Forlì
- 2002–2003  Robursport Pesaro
- 2003–2004  Pallavolo Corridonia
- 2004–2006  Start Volley Arzano
- 2006–2007  Virtus Roma
- 2007–2009  FV Castellana Grotte
- 2009–2011  Sirio Perugia
- 2011–2012  Norda Foppapedretti Bergamo

## Osiągnięcia Klubowe
- 2012:  Superpuchar Włoch